# 胤祚
胤祚（1680年—1685年），清朝康熙帝的第六子，雍正帝胞弟。生于康熙十九年（1680年）二月初五，生母是乌雅德妃。康熙二十四年（1685年）五月十四，胤祚意外死，年僅6岁。

## 影視形象
- 只有在劇中提及，未現身。-宮鎖心玉